# Queer Mountain
Der Queer Mountain (englisch für Wunderlicher Berg) ist ein markanter, 1180 m hoher Berg im ostantarktischen Viktorialand. Er ragt 1,5 km westlich des Gebirgskamms Killer Ridge zwischen dem Cotton- und dem Miller-Gletscher in der Saint Johns Range auf. Seine steilen Hänge zeigen Bänderungen aus Sandstein und Granit.
Der australische Geograf Frank Debenham kartierte ihn im Januar 1912 bei der Terra-Nova-Expedition (1910–1913) unter der Leitung des britischen Polarforschers Robert Falcon Scott. Debenham benannte ihn so, da er hier nahezu sämtliche Gesteinsarten aus der Umgebung einschließlich Kohle fand.